# Rapples Pan
Rapples Pan è un villaggio del Botswana situato nel distretto di Kgalagadi, sottodistretto di Kgalagadi South. Il villaggio, secondo il censimento del 2011, conta 283 abitanti.

## Località
Nel territorio del villaggio sono presenti le seguenti 5 località:
- Drieertries di 9 abitanti,
- Inversnaid di 106 abitanti,
- Klipdrift di 2 abitanti,
- Seventy Five di 2 abitanti,
- Stelerines di 2 abitanti